# 1196 هـ
1196 هـ هي سنة في التقويم الهجري امتدت مقابلةً في التقويم الميلادي بين سنتي 1781 و1782.

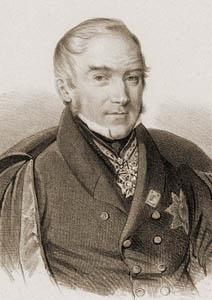
فراهن

## مواليد
- الجندقي
- فراهن
- كاترمير

## وفيات
- أحمد بن سعيد البوسعيدي
- أشفغ الخطاط
- جاك آنج جابرييل